# Liste der Botschafter der Vereinigten Staaten in Bosnien und Herzegowina

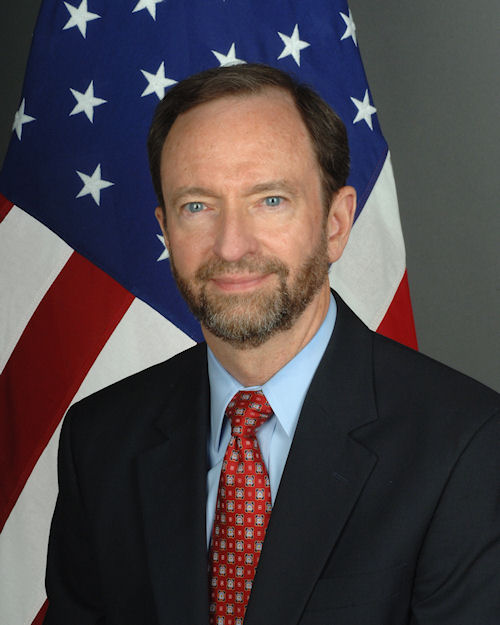
Patrick S. Moon, derzeitiger US-Botschafter in Bosnien und Herzegowina

Die Liste der Botschafter der Vereinigten Staaten in Bosnien und Herzegowina bietet einen Überblick über die Leiter der US-amerikanischen diplomatischen Vertretung in Bosnien und Herzegowina seit 1993. Nach dem Austritt Bosniens aus dem jugoslawischen Staatenverband erkannten die Vereinigten Staaten den neuen Staat am 7. April 1992 an. Die US-Botschaft in Sarajevo wurde im August desselben Jahres eröffnet. Als erster Botschafter wurde Victor Jackovich eingesetzt.
| Amtszeit  | Name                 | ernannt von    |
| --------- | -------------------- | -------------- |
| 1993–1995 | Victor Jackovich     | George Bush    |
| 1996      | John K. Menzies      | Bill Clinton   |
| 1997–1999 | Richard Kauzlarich   | Bill Clinton   |
| 1999–2001 | Thomas J. Miller     | Bill Clinton   |
| 2001–2004 | Clifford G. Bond     | George W. Bush |
| 2004–2007 | Douglas L. McElhaney | George W. Bush |
| 2007–2010 | Charles L. English   | George W. Bush |
| 2010–     | Patrick S. Moon      | Barack Obama   |